# Рыкша (озеро)
Рыкша — пресноводное озеро на территории городского поселения Зеленоборского Кандалакшского района Мурманской области.

## Общие сведения
Площадь озера — 1,1 км². Располагается на высоте 60,2 метров над уровнем моря.
Форма озера лопастная, продолговатая: оно более чем на два километра вытянуто с северо-запада на юго-восток. Берега изрезанные, каменисто-песчаные, преимущественно возвышенные.
Из юго-восточной оконечности водоёма вытекает ручей без названия, который, протекая через озеро Долгое, впадает в Белое море.
В озере расположено не менее восьми безымянных островов различной площади, рассредоточенных по всей площади водоёма.
К востоку от озера проходит линия железной дороги Санкт-Петербург — Мурманск.
Населённые пункты вблизи водоёма отсутствуют.
Код объекта в государственном водном реестре — 02020000711102000000091.